# José Vicente Train
José Vicente Train (Barcellona, 19 dicembre 1931) è un ex calciatore spagnolo, di ruolo portiere. Campione d'Europa con la Nazionale spagnola nel 1964.

## Carriera

### Club
Nato nel quartiere di Gràcia, a Barcellona, iniziò a giocare a calcio nel Centro Aragonés, e successivamente venne integrato nel sistema giovanile del Mollet. Il Barcellona lo scartò dopo un provino, e Train si trasferì ai rivali cittadini dell'Espanyol.
Arrivato allo stadio Sarriá, nel 1955, trovò come portieri il due volte vincitore del Trofeo Zamora Marcel Domingo e Miguel Soler, che gli preclusero inizialmente la possibilità di giocare come titolare. L'allora allenatore Ricardo Zamora però gli concesse la possibilità di debuttare nella Liga in quella stessa stagione, durante l'ultima giornata, il 22 aprile 1956, Espanyol-Deportivo Alavés 6-0.
Con il trasferimento di Domingo, Vicente Train diventò il titolare, guadagnandosi con le sue prestazioni la chiamata del Real Madrid. Con la maglia delle Merengues vinse quattro campionati, una Copa del Rey e ben tre trofei Zamora come portiere meno battuto della Liga.
Pressato dai nuovi portieri Betancort e Araquistain, lasciò il club madrileno nel 1964 per unirsi al Maiorca; qui rimase per una sola stagione, prima di trasferirsi nel 1966 al Deportivo La Coruna, chiudendovi la carriera nel 1967.

### Nazionale
Giocò 7 partite con la nazionale di calcio spagnola, debuttando il 2 aprile 1961 in Spagna-Francia. Nel 1964 vinse il Campionato europeo di calcio.

## Palmarès

### Club

#### Competizioni nazionali
- Campionato spagnolo: 4

Real Madrid: 1960-1961, 1961-1962, 1962-1963, 1963-1964
- Coppa di Spagna: 1

Real Madrid: 1962

### Nazionale
- Campionato d'Europa: 1

1964